# Померло, Роже
Рожер Померло (фр. Roger Pomerleau, 7 июня 1947, Монреаль, Квебек — 21 декабря 2023) — канадский политик и плотник. Он был депутатом в Палате общин Канады с 1993 по 1997 год и снова с 2008 по 2011 год. 
Рожер Померло родился в Монреале, Квебек, и был избран в избирательном округе Анжу-Ривьер-де-Прери от партии Квебекский блок на федеральных выборах 1993 года, таким образом заседал в 35-м канадском парламенте. Он потерпел поражение от кандидата либералов Ивона Шарбонно на федеральных выборах 1997 года. Он вернулся в Палату общин в качестве члена Квебекского блока после федеральных выборов 2008 года, на которых он победил в избирательном округе Драммонд. На федеральных выборах 2011 года Померло потерпел поражение от кандидата от Новой демократической партии Франсуа Шокетта.